# Euonymus europaeus

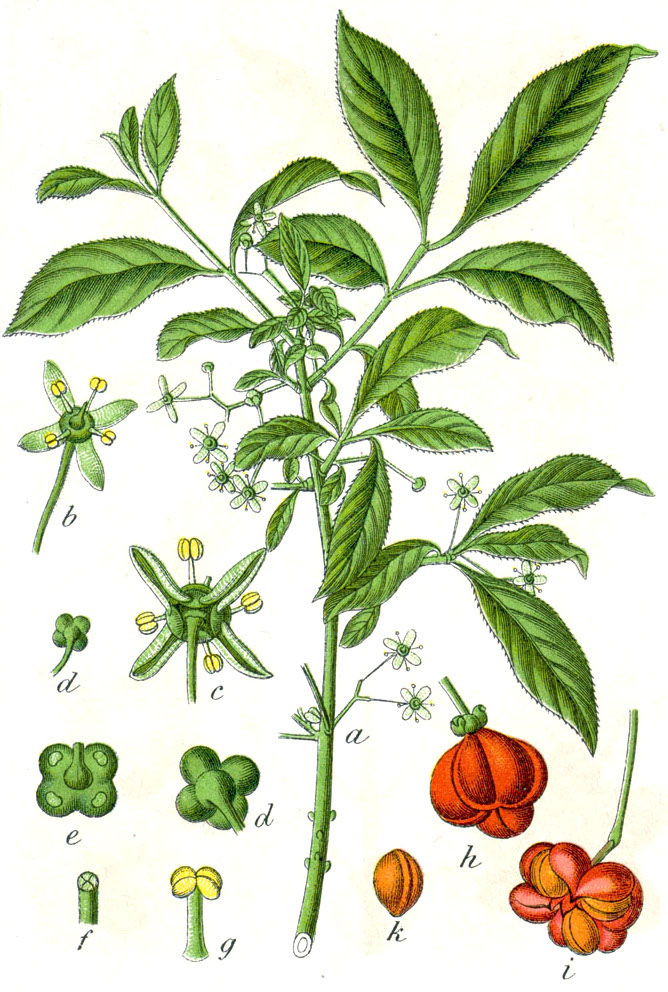
Ilustración

Euonymus europaeus, el 'bonetero, bonete de cura, evónimo o husera es un arbusto de hojas caducas o pequeño árbol de la familia Celastraceae.

## Hábitat
Es nativo del centro de Europa, pero se encuentra también en Irlanda, Escandinavia, España, Sicilia, Lituania y Asia Menor, donde crece en bosques claros, linderos y llanuras con matorrales, en suelos ricos en nutrientes y pobres en sales.

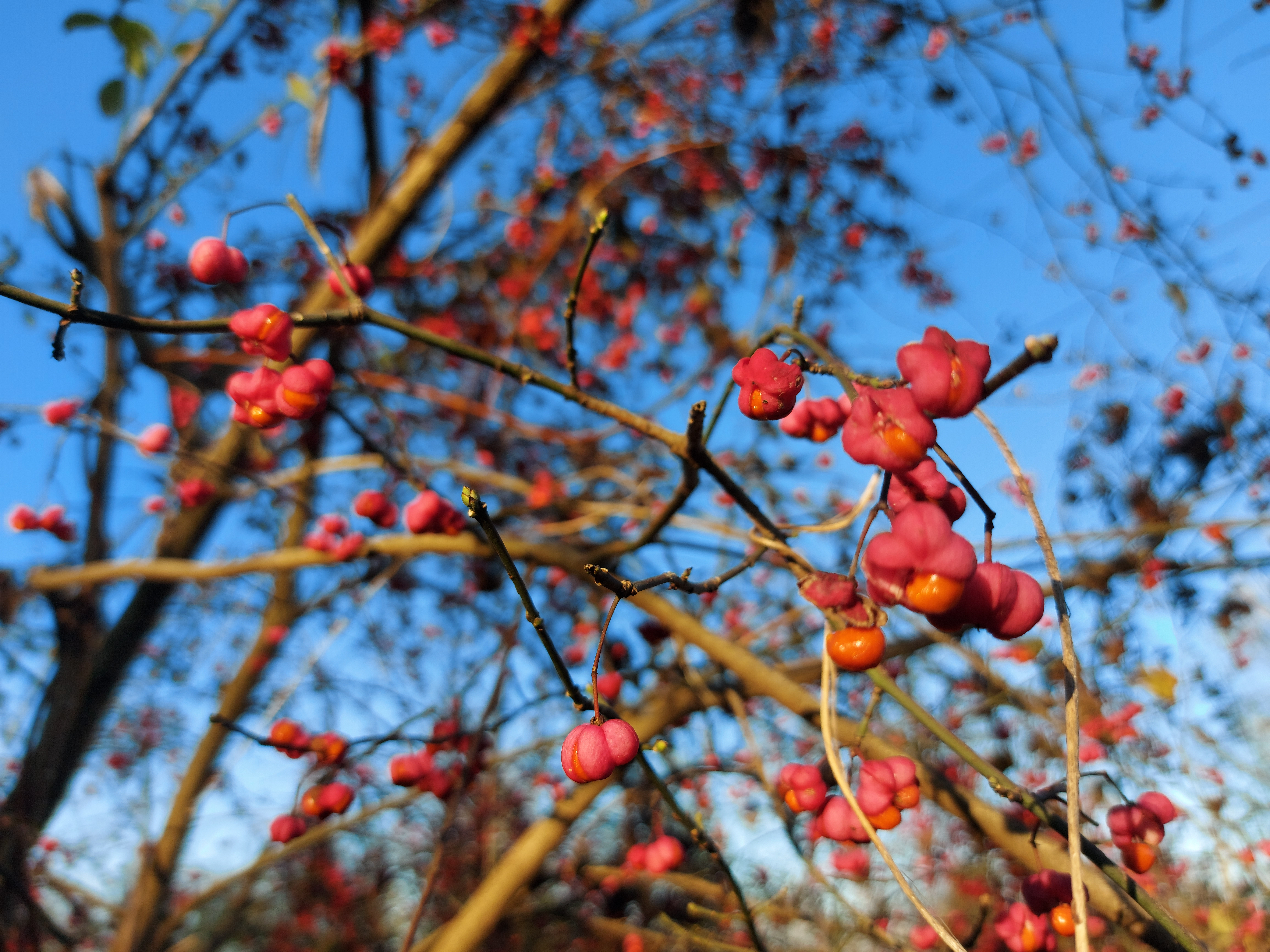
Euonymus europaeus, cerca del rio Mur en la ciudad de Graz, Austria

## Descripción
Es una planta que alcanza 3-6 metros de altura con tronco de 20 cm de diámetro. Hojas caducas, lanceoladas y opuestas estando débilmente dentadas. Las flores son insignificantes de color verde pálido que se agrupan en racimos pequeños. El fruto es una cápsula carnosa de color rosado con cuatro gajos que contienen las semillas.

## Propiedades
- Los frutos secos y pulverizados se usaban como insecticida contra los ácaros y los piojos.
- Contra las afecciones hepáticas y biliares.
- Por vía externa se ha recomendado contra la sarna.
- Por ser tóxico, no es aconsejable su uso.
- Los frutos contienen la theobromina del chocolate  y también cafeína pero no son por ello comestibles

## Usos
Es una planta resistente y de madera dura. En tiempos pasados se usó para husos textiles y carboncillo.
Es una planta ornamental popular, se ha usado como planta medicinal.

## Taxonomía
Euonymus europaeus fue descrita por Carlos Linneo y publicado en Species Plantarum 1: 197. 1753.
Etimología
Euonymus: nombre genérico que viene de las palabras griegas eu =  "bueno", y onoma =  "nombre".
europaeus: epíteto geográfico que alude a su localización en Europa.
Sinonimia
- Euonymus multiflorus   Opiz ex Bercht.   [1838]
- Euonymus floribundus Steven [1856]
- Euonymus europaeus var. macrophyllus Rchb.
- Euonymus europaeus var. intermedius Gaudin
- Euonymus bulgaricus Velen. [1891]
- Euonymus vulgaris Mill. [1768]
- Euonymus angustifolius Clairv.[5]

## Nombres comunes
- Castellano: agracejo, aliso negro, arraclán, boj, boje, boj montés, bonetero, bonete turco, bonetillo, boz, bujo, ervonimo, evónimo, evonimo, falso boj, falso boje, husera, matapiejos, matapiojos, monetillo, monrollonera, palo de cuatro carreras, palo de cuatro carretas, árbol madari catuba, sombrero del sacerdote, usera, vólivo.[6][7]